# معمد (عمارة)

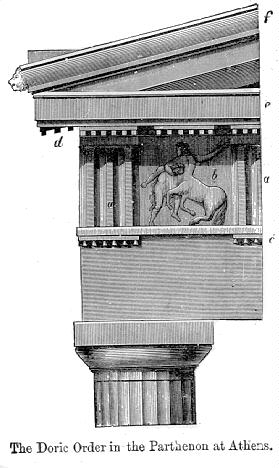
معمد من البارثينون في أثينا (القرن الخامس قبل الميلاد).

المُعَمَّد هو سطح قائم على أعمدة. يتكون من العناصر المعمارية الأفقية للنظام الكلاسيكي في العمارة اليونانية الرومية القديمة.

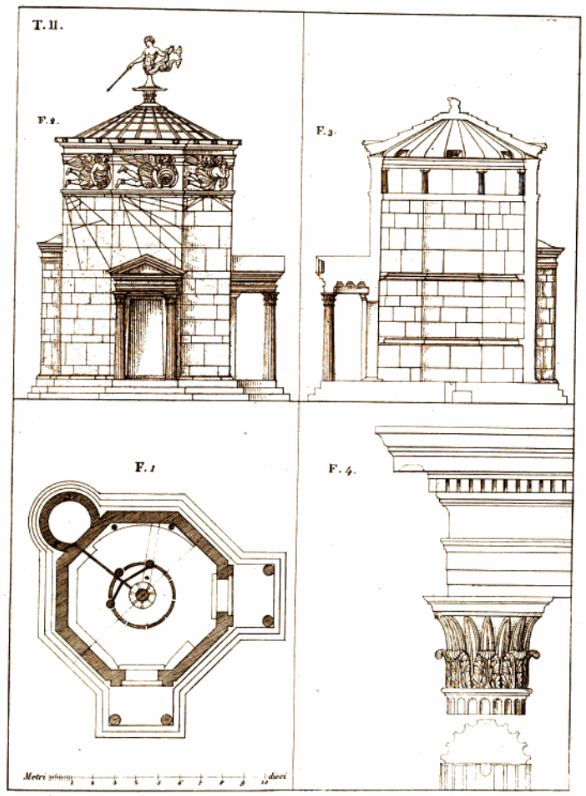
سطح معمد. برج الرياح (أثينا)